# Robert Land

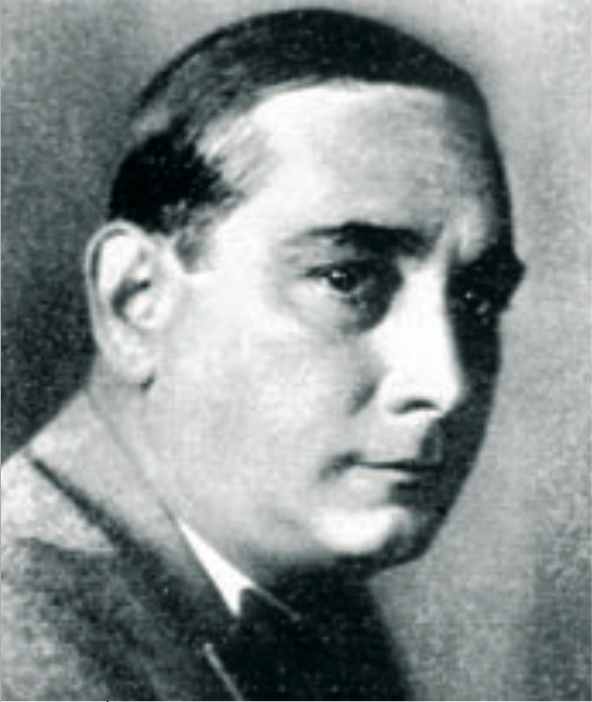
Robert Land

Robert Land, gebürtig Robert Liebmann, (* 13. Juli 1887 in Kremsier, Österreich-Ungarn; † 23. Oktober 1940 in Paris, Frankreich) war ein österreichisch-tschechischer Filmregisseur.

## Leben
Im mährischen Kremsier als Robert Liebmann geboren, nannte er sich später in Robert Land um, um eine Verwechslung mit dem seinerzeit bekannten, namensgleichen Filmkritiker und späteren Drehbuchautoren Robert Liebmann zu vermeiden. Er kam kurz nach der Jahrhundertwende nach Wien, wo er seine Schulausbildung abschloss und anschließend Germanistik und Kunstgeschichte studierte. Nebenbei besuchte er eine Schauspielschule. 1911 debütierte er an der Wiener Residenzbühne und konzentrierte sich fortan auf die Bühnenschauspielerei. Kurz vor Ausbruch des Ersten Weltkriegs entdeckte er sein Interesse für den Film und gründete sogleich mit einem Freund eine Filmproduktionsgesellschaft, für die er auch persönlich einige kurze Filme produzierte und inszenierte. Einige Jahre später leitete er auch andere Filmgesellschaften wie etwa die Micco-Film. Nach dem Kriegsende stellte Land erstmals auch längere Spielfilme her, da die Technik nun ausgereifter war und kein Rohstoffmangel mehr herrschte.
1920 führte er Regie bei der Verfilmung von Emil Klägers Sozialreportage „Durch die Quartiere des Elends und Verbrechens“ für die Wiener Volksbildungseinrichtung Urania, die gut besucht wurde. Ansonsten fanden seine frühen Filminszenierungen in Österreich nur wenig Beachtung. Robert Land kann jedoch für sich verbuchen, den späteren Publikumsliebling Lilian Harvey entdeckt zu haben, da er ihr 1924 die erste kleine Rolle in „Der Fluch“ angeboten hatte. Nach diesem Film übersiedelte Land nach Berlin, wo er nach einigen Dramen und Melodramen wie Boykott (Primanerehre) und Frau Sorge rasch einen Ruf als Spezialist für Leichtes aller Art, wie Lustspiele, Komödien und Operettenadaptionen, machen konnte. In seinen Filmen wirkten mehrfach Stars wie Harry Liedtke, Carmen Boni, Fritz Kortner, Liane Haid und Käthe von Nagy mit.
1928 engagierte er die bis dahin noch kaum bekannte Marlene Dietrich, die kurz zuvor in Gustav Ucickys „Café Elektric“ erstmals eine Hauptrolle übernommen hatte, für die Stummfilm-Romanze „Ich küsse Ihre Hand, Madame“. In der Tonfilmzeit, die ab 1929 im deutschsprachigen Raum anbrach, gelangen ihm, abgesehen von der Verfilmung der Zweig-Novelle „24 Stunden aus dem Leben einer Frau“ mit Filmstar Henny Porten in der Hauptrolle, keine bedeutsamen Filminszenierungen mehr.
1933, nach der Machtergreifung der Nationalsozialisten, musste der Jude Robert Land Deutschland verlassen. Zuvor stellte er noch den Film „Drei Kaiserjäger“ fertig, der nach der Niederlage Deutschlands im Zweiten Weltkrieg 1945 von der Alliierten Militärzensur verboten wurde. Er emigrierte nach Prag, wo er jedoch nur selten Arbeit als Regisseur fand. 1934 ging er nach Italien, kehrte aber 1935 wieder in die Tschechoslowakei zurück. 1937 kehrte Robert Land ein letztes Mal nach Wien zurück, wo er jedoch 1938, nach dem Anschluss Österreichs an Deutschland aus der Reichsfilmkammer ausgeschlossen wurde, was einem Berufsverbot gleichkam.
Daraufhin kehrte er zunächst nach Prag zurück, wo er noch zwei Filme herstellte. Danach emigrierte er mit seiner Frau nach Frankreich, wo er am 7. Januar 1940 ein letztes Lebenszeichen (an diesem Tag datierter Brief) hinterlassen hat. Isoliert im von deutschen Truppen besetzten Paris, starb der Jude Robert Liebmann, Künstlername Land, am 12. Oktober 1940 im Krankenhaus Tenon in der 4 rue de la Chine Nr. 4, ein Suizid wird vermutet. Der Regisseur fand seine letzte Ruhestätte auf dem Pariser Friedhof Thiais (94), 15ème division, ligne 24 n°17.

## Filmografie
als Regisseur, wenn nicht anders angegeben:
- 1919: Adrian Vanderstraaten
- 1919: Die Jüdin von Toledo (nur Drehbuch)
- 1919: Die Rache ist mein
- 1920: Durch die Quartiere des Elends und Verbrechens
- 1921: Der Rosenkreuzer
- 1922: Don Juan (Co-Regie neben Albert Heine) – Vera-Filmwerke
- 1924: Der Fluch (auch als Produzent)
- 1925: Der Bankkrach Unter den Linden (nur Co-Drehbuch neben Regisseur Paul Merzbach)
- 1922: Der fesche Erzherzog
- 1927: Primanerliebe
- 1927: Frau Sorge
- 1927: Alpentragödie
- 1928: Der Raub der Sabinerinnen
- 1928: Zwei rote Rosen
- 1928: Prinzessin Olala
- 1928: Ich küsse Ihre Hand, Madame
- 1929: Der Held aller Mädchenträume
- 1929: Der lustige Witwer
- 1929: Unschuld (Die kleine Veronika)
- 1930: Gaukler (Les saltimbanques)
- 1930: Liebe und Champagner

Tonfilme:
- 1930: Boykott (Primanerehre) (auch Co-Drehbuch)
- 1931: Wiener Liebschaften
- 1931: 24 Stunden aus dem Leben einer Frau
- 1931: Weekend im Paradies
- 1933: Drei Kaiserjäger
- 1934: Melodramma (Co-Regie neben Giorgio Simonelli)
- 1935: Jana, das Mädchen aus dem Böhmerwald
- 1936: Arme kleine Inge
- 1938: Panenka